# Avrainville (Essonne)
 Avrainville  es una población y comuna francesa, en la región de Isla de Francia, departamento de Essonne, en el distrito de Palaiseau y cantón de Arpajon.

## Demografía
| 252 | 291 | 359 | 418 | 556 | 652 |
| Para los censos de 1962 a 1999 la población legal corresponde a la población sin duplicidades (Fuente: INSEE [Consultar]) |     |     |     |     |     |